# Criola (ONG)
Criola é uma organização não-governamental (ONG) brasileira que tem por missão atuar para a erradicação do racismo patriarcal cis heteronormativo, contribuindo com a instrumentalização de mulheres negras jovens e adultas, cis e trans e com a ação política para a garantia dos direitos, da democracia, da justiça e pelo Bem Viver. Com sede na cidade do Rio de Janeiro, a organização tem como colaborados e co-fundadoras como Lúcia Xavier e Jurema Werneck.

## História
A ONG Criola foi fundada em 1992, na cidade do Rio de Janeiro, por mulheres negras de diferentes inserções políticas para enfrentar o racismo patriarcal cisheteronormativo (incluindo sexismo, lesbofobia e transfobia) que ainda gera graves violações dos direitos das meninas e mulheres negras. 

A missão da organização é atuar para a erradicação do racismo patriarcal cisheteronormativo, contribuindo com a instrumentalização de mulheres negras jovens e adultas, cis e trans e com a ação política para a garantia dos direitos, da democracia, da justiça e pelo Bem Viver. A partir das ações de Criola, meninas e mulheres negras recebem subsídios para atuar em espaços públicos em mobilização e advocacy em nível local, nacional e internacional. 
Com ênfase na liderança de mulheres negras, Criola promove a visão interdisciplinar e transversal de agendas de defesa e promoção de direitos. Ocupa também espaço institucional de relevância e influência para a reflexão e a construção da agenda do movimento de mulheres negras contra o racismo, o sexismo e outras discriminações correlatas.
Os objetivos estratégicos da organização são a produção de estudos, pesquisas e análises sobre as condições de vida das mulheres negras para a mobilização da sociedade; oferta de formação voltada para a ação política e para ampliação do conhecimento e fortalecimento das habilidades das mulheres negras e públicos de interesse; promoção de ação política junto às instituições públicas e privadas, bem como articulação com outros setores da sociedade engajados na luta por direitos; ampliação da participação e da  incidência política no debate sobre a agenda socioambiental e climática; consolidação da comunicação como dimensão estratégica, metodológica e de inovação para as ações de Criola; e implementação gestão de excelência, baseada nas boas práticas de governança, na sustentabilidade nos pilares administrativo-financeiro, programático e político. 

### Projetos
- Anualmente - Curso de atualização “A teoria e as questões políticas da diáspora africana nas Américas”, em conjunto com o ponto de cultura Mulheres Negras na História e a Biblioteca Gésia de Oliveira.[8][9]
- 2024 - "Projeto de aprimoramento das habilidades no uso de novas tecnologias para construção de meios para equidade racial", em parceria com a Fundação Wikimedia.[10][11][12][13]
- 2022 - “Nossos passos vêm de longe: Criola 30 anos”, no Museu da História e Cultura Afro-Brasileira (Muhcab).[14]
- 2022 - Módulo de "Enfrentamento ao Racismo", do programa "Uma Vitória Leva à Outra (UVLO)", iniciativa da ONU e do Comitê Olímpico Internacional.[15][16]
- 2017 - encaminhou projeto ao Fundo Brasil para atuar na área da "Justiça para mulheres negras em situação de prisão provisória no estado do Rio de Janeiro", em parceria com o Núcleo contra a Desigualdade Racial (Defensoria Pública do Rio de Janeiro), com o Núcleo de Prática Jurídica (UNIRIO) e com o Escritório Modelo (PUC-RJ).[17]
- 2015 - "Marcha contra o racismo, violência e pelo Bem Viver", em Brasília.[1]
- 2015 - “Alyne”[18]
- 2015 - “Multiversidade Criola online”[18]
- ? - “Fortalecimento de redes de cuidado e proteção entre mulheres negras ativistas (Redes)”.[8]
- ? - “Vozes de mulheres negras pelo aborto: justiça sexual e justiça reprodutiva no Brasil”.[8]

## Publicações
- 2020 - "Dinâmicas de Reprodução e Enfrentamento ao Racismo Institucional na Defensoria Pública"[19]
- 2015 - "Caderno Criola : Impacto da violência das mulheres negras junto das comunidades das religiões Afro-brasileiras"[20]
- 2010 - Mulheres negras: um olhar sobre as lutas sociais e as políticas públicas no Brasil[8]
- 2000 - O livro da saúde das mulheres negras[8]

## Prêmio
- 2021 - Prêmio Marielle Franco, da Assembleia Legislativa do Rio de Janeiro[21]

## Presidentes da ONG
- 2024 - Lúcia Xavier[22]
- 2015 - Jurema Werneck[20]

## Links externos
- Mini-doc "Celebração Criola 30 anos"[18]
- Facebook
- Instagram
- Twitter
- Website
- Youtube